# Stig Wetzell
Stig Wetzell (* 7. Oktober 1945 in Vaasa) ist ein ehemaliger finnischer Eishockeytorwart und finnischer Nationalspieler.
Er spielte von 1967 bis 1969 für Upon Pallo aus Lahti. Dann war er beim HJK Helsinki, mit dem er 1972 finnischer Vize-Meister wurde. Danach wechselte er zum HIFK, mit dem er 1974 die SM-sarja und 1980 und 1983 die SM-liiga gewann.
Mit der Nationalmannschaft nahm er an der Weltmeisterschaft 1972 und den Olympischen Spielen 1972, wo er aber keine Einsätze hatte, teil. Bei der Weltmeisterschaft 1974 wurde er positiv auf Ephedrin getestet und vom Turnier ausgeschlossen. Wetzell und der Schwede  Ulf Nilsson, der ebenfalls bei dieser WM positiv auf Ephedrin getestet wurde, waren die ersten aufgedeckten Dopingfällen der Eishockey-WM-Geschichte. Beide wurden nach dem Turnier 18 Monate für internationale Spiele gesperrt.
Nach dem Ende seiner Karriere 1983 wurde beim HIFK seine Rückennummer gesperrt. 2004 wurde er in die Finnische Eishockey-Ruhmeshalle aufgenommen.